# Corban Collins
Corban Wynne Collins (High Point, 21 luglio 1994) è un cestista statunitense.

## Palmarès
- Coppa di Finlandia: 1

Helsinki Seagulls: 2021